# ワン・ボーイ
ワン・ボーイは宝塚歌劇団の作品。

## 星組　宝塚大劇場公演
形式名は「ミュージカル・ショー」
12場。
公演期間は1967年8月1日から30日まで。
併演は『さよなら僕の青春』。

### ストーリー
カメラマンとその友人、ライバル、恋人らが繰り広げる現代の冒険に、悪魔が様々に絡む。

### スタッフ
- 作・演出：横澤秀雄
- 作曲：高井良純、吉崎憲治、弾厚作（加山雄三）
- 作詞：岩谷時子
- 音楽指揮：野村陽児
- 振付：渡辺武雄、岡正躬、佐々木和夫、朱里みさを
- 装置：石浜日出雄
- 衣装：静間潮太郎、任田幾英
- 照明：今井直次
- 小道具：上田特市
- 効果：東信行
- 録音：松永浩志
- 演出補：柴田侑宏、大関弘政
- 制作：野田浜之助

### 主な出演者
- 彼：上月晃
- ライバル氏：高城珠里
- 悪魔氏：千波淳
- 彼女：如月美和子
- 司会者：水代玉藻
- 妖しきレディ：若山かずみ
- クールガール：司このみ
- フレンド君：南原美佐保